# Ameryka (województwo opolskie)
Ameryka ((niem.) Amerika; Nordhöhe (1938-1945)) – kolonia w Polsce, położona w województwie opolskim, w powiecie oleskim, w gminie Olesno.